# Нововолодимирівка (Запорізький район)
Нововолоди́мирівка — село в Україні, у Новомиколаївській селищній громаді Запорізького району Запорізької області. Населення становить 163 осіб. До 2020 орган місцевого самоврядування - Веселогаївська сільська рада.

## Географія
Село Нововолодимирівка знаходиться на відстані 1,5 км від села Веселий Гай та за 2,5 км від села Богданівка. По селу протікає пересихаючий струмок з загатою.

## Історія
12 червня 2020 року, відповідно до Розпорядження Кабінету Міністрів України від № 713-р «Про визначення адміністративних центрів та затвердження територій територіальних громад Запорізької області», увійшло до складу Новомиколаївської селищної громади.
19 липня 2020 року, в результаті адміністративно-територіальної реформи та ліквідації Новомиколаївського району, село увійшло до складу Запорізького району.

## Населення

### Мова
Розподіл населення за рідною мовою за даними перепису 2001 року:
| Мова       | Кількість | Відсоток |
| ---------- | --------- | -------- |
| українська | 144       | 88.34%   |
| російська  | 18        | 11.05%   |
| білоруська | 1         | 0.61%    |
| Усього     | 163       | 100%     |